# Jože Felc
Jože Felc, slovenski zdravnik, nevropsihiater, pesnik in pisatelj, * 26. marec 1941, Spodnja Idrija, Slovenija, † 25. avgust 2010, Celje, Slovenija.

## Življenje
Rojen je bil v idrijski rudarski družini. Maturiral je leta 1960, leta 1966 pa je  diplomiral na ljubljanski medicinski fakulteti ter 1973 opravil izpit iz nevropsihiatrije. Leta 1967 se je zaposlil v Psihiatrični bolnišnici v Idriji, kjer je bil zaposlen kar 42 let (od 1973 do 2005 je bil tudi njen predstojnik). Nekaj let je bil glavni urednik slovenske psihiatrične revije Viceversa. Upokojil se je leta 2009. 
Bil je med najbolj priznanimi slovenskimi psihiatri. Iz svojega strokovnega področja je objavil preko 100 člankov.
Za svoje delo je prejel več nagrad (Nagrado Prešernove družbe, Pirnatovo nagrado, Nagrado Jožefa Mraka ...)
Poročen je bil z zdravnico Alenko Hoefferle.

## Literarno delo
Prve pesmi je objavil v Družini in Obzorniku Prešernove družbe, prozo v Mladih potih, Naši sodobnosti, Idrijskih razgledih in reviji Kaplje katere je bil od leta 1966 do 1972 tudi glavni urednik; njeno politično usodo je opisal v zborniku 20 let pozneje (1992). Novelam o mladostnem dozorevanju Dobro jutro svoboda (1971) je sledil roman o duševni stiski povratnika iz tujine Rimska cesta (1986). V pripovedi napisani v obliki kronike Duša imena (1991) pa predstavi socialne, duševne in etične preizkušnje ljudi v okolici Idrije med 2. svetovno vojno.